# Departamento de Banda Ancha, Comunicaciones, y Economía Digital (Australia)
El Departamento de Banda Ancha, Comunicaciones, y Economía Digital (en inglés: Department of Broadband, Communications and the Digital Economy) fue un departamento (de nivel ministerial) del Gobierno de Australia.
Esta estructura jerárquica de Gobierno tuvo a su cargo la responsabilidad del desarrollo de la banda ancha (en inglés: broadband) en Australia, y en general de todo sector de las comunicaciones en ese país (incluyendo los servicios a través de señales de radio y televisión), y de forma que ese desarrollo fuera sostenible y conveniente, promoviendo la economía digital y la competitividad en amplios sectores, en beneficio de los australianos.
El citado departamento fue instituido en el año 2007 y disuelto en el año 2013. Sus funciones fueron asumidas por el entonces creado Department of Communications de Australia.

## Funciones operativaas
En la Orden de Disposiciones Administrativa del 3 de diciembre de 2007, las funciones del departamento fueron clasificadas en los siguientes asuntos:
- Políticas y programas de banda ancha
- Política postal y de telecomunicaciones
- Política de gestión del espectro radioeléctrico
- Política de difusión radioeléctrica
- Política nacional sobre publicaciones relacionadas con la economía digital (en inglés: digital economy)
- Política de contenidos relacionados con la economía de la información (en inglés: information economy)

## Programas departamentales
El Plan de incentivos de mayor ancho de banda (HiBIS) fue una estrategia que se ejecutó de 2004 a 2007 para proporcionar a los proveedores de servicios de Internet registrados pagos de incentivos para suministrar servicios de mayor ancho de banda en áreas regionales, rurales y remotas a precios comparables a los disponibles en las áreas metropolitanas.
El paquete Australia Connected se anunció el 18 de junio de 2007. Se asignaron hasta 958 millones de dólares (600 millones de fondos del Programa de Infraestructura de Conexión de Banda Ancha y 358 millones de dólares adicionales en fondos) a una nueva red nacional mayorista que, según se dijo, ofrecería banda ancha de alta velocidad a las zonas rurales y Australia regional en junio de 2009.